# Cleistostoma dilatatum
Cleistostoma dilatatum is een krabbensoort uit de familie van de Camptandriidae. De wetenschappelijke naam van de soort is voor het eerst geldig gepubliceerd in 1833 door De Haan.